# Sapoba alcaeus
Sapoba alcaeus är en insektsart som beskrevs av Rauno E. Linnavuori och Al-ne'amy 1983. Sapoba alcaeus ingår i släktet Sapoba och familjen dvärgstritar. Inga underarter finns listade i Catalogue of Life.